# آناندا دوی
آناندا دِوی (به فرانسوی: Ananda Devi) زادهٔ ۲۳ مارس ۱۹۵۷، شاعر و نویسنده زن اهل جزیرهٔ موریس است. او از نویسندگان فرانسوی‌زبان متعهد در عرصهٔ ادبیات زنان و ادبیات پسااستعماری است.

## زندگی‌نامه
آناندا دوی، از پدر و مادری هندی‌تبار، اهل جزیرهٔ موریس، چهره‌ای شناخته‌شده در عرصهٔ ادبیات است و به زبان فرانسه می‌نویسد. او از کودکی به شعر و ادبیات علاقه نشان داد. در ۱۵ سالگی برندهٔ جایزهٔ دفتر رادیو تلویزیون فرانسه (ORTF) شد و نخستین داستان‌های کوتاهش را در ۱۹ سالگی منتشر کرد. او دارای دکترای انسان‌شناسی از دانشکده مطالعات شرقی و آفریقایی در لندن است.
مردم بومی جزیره موریس مضمون اصلی رمان‌های آناندا دوی هستند. سبک غنایی و تأثیر گذار او افق جدیدی را در زبان فرانسه گشوده‌است؛ افق فرهنگی-زبان شناختی که ریشه در سرزمین مادری او دارد. دوی وضعیت زن را در جامعهٔ خشن و پدر سالار جزیرهٔ موریس به تصویر می‌کشد تا اشاره‌ای به کاستی‌های اجتماعی آن‌ها داشته باشد.
رمان ساری سبز (انتشارات گالیمار ۲۰۰۹) که از جهت سبک و ساختار تا حدودی با دیگر آثارش متفاوت است، روایتی است از زندگی پزشکی سالخورده و در حال احتضار که دختر و نوه‌اش در خانه‌ای در جزیرهٔ موریس از او مراقبت می‌کنند. گفتگویی در نهایت خشونت بین او که راوی داستان است و دختر و نوه‌اش شکل می‌گیرد که باعث یادآوری خاطرات گذشته و آشکار شدن راز مرگ همسر وی می‌شود. بدین ترتیب از خلال زبانی مملو از خشونت، راوی تصویری از زن، در جامعهٔ استعمارزده و پدرسالار جزیرهٔ موریس، و طغیان او علیه همین جامعهٔ استبدادی را ارائه می‌دهد. دِوی بابت این رمان در سال ۲۰۱۰، جایزهٔ «شوالیه هنر و ادبیات» را دریافت کرد.
دیگری را خوردن (۲۰۱۸) عنوان آخرین رمان او است که برایش جایزهٔ نشریه جایزهٔ اوئست فرانس را به ارمغان آورد.